# ええじゃないか (映画)
『ええじゃないか』は、1981年の日本映画。配給は松竹。幕末の民衆運動「世直し一揆」および「ええじゃないか」を題材にした、監督・今村昌平にとって初の時代劇映画。

## ストーリー
慶応2年（1866年）夏。アメリカ合衆国の商船に乗り合わせていた日本人の男・源次が横浜港に着いた。上野国（上州）出身の農民であった源次は、小舟に乗って沖合に停泊するアメリカ商船に荷を積み込む仕事に従事していたが、難船のために漂流したことをきっかけに、そのままアメリカで6年間生活したすえ、妻・イネ恋しさに、密航の罪に問われる危険を承知で帰国したのだった。船を降り、砂浜にひざまづいた源次は、砂で乳房の形を作り、顔をこすり付けた。
神奈川奉行所に引き渡され、牢に収監された源次は、琉球出身の漂流民・イトマンとともに牢を破り、故郷の村を目指した。村ではイネの父・虎松から、源次の両親はすでに亡くなり、生活苦のためイネを江戸の千住宿へ身売りしたことを告げられ、源次はイネを村へ連れ帰るために江戸へ向かう。
イネはすでに千住を離れ、歓楽街・東両国（向両国）にある「それ吹け小屋（岩戸小屋）」の芸人として人気を得ていた。源次とイネは再会を喜び合うが、農民の生活に戻ることを嫌がったイネは村へ帰ることを拒否したため、源次は身動きが取れなくなる。また、イトマンもそのまま江戸に居着く。
ある日、東両国の見世物小屋にインドの象使いがやってくる。群衆に興奮した象が暴走し始めるが、象使いの言葉を通訳した源次の機転で、事故が防がれる。小屋の元締め・金蔵が偶然その様子を見ており、源次の英語をほめてみせる。金蔵はイネの親方でもあり、東両国一帯を仕切りつつ江戸幕府や薩長同盟と通じる政商であった。そのうち源次とイトマンは、金蔵の一味に加わり、社会不安を煽って一味の儲けにつなげるため、「世直し一揆」の扇動や、泥棒稼業に参加するようになった。そのまま源次は、かつての雇い主・上州屋の打ちこわし計画に参加するのに乗じてイネを残して江戸を離れ、村へ帰郷した。イネは源次をあきらめ切れず、後を追った。
上州屋の打ちこわし成功後、イネの兄・千松がその首謀者として、村人・代官所の双方同意の「生贄」にされ、逃亡を図った千松は役人に斬殺される。さらに、何者かにイネが陵辱され、同じ集団によって虎松も殺害される。失意のイネは江戸に戻り、源次は村に残って土地の開墾を続けるが、庄屋に「メリケン帰りには土地をやれん」と告げられた源次は逆上して庄屋を切りつけ、捕り手から逃れるため、また虎松・千松らの位牌を渡すため、イネのもとへ向かう。季節は冬になっていた。
年が明け、慶應3年（1867年）を迎えた。源次はイネと再会したのち、千住の女郎屋の遣り手・お甲にかくまわれる。やがて源次はイネとともにアメリカへ渡ることを思い立ち、アメリカ公使をたずねて旅券発行の交渉を行うが、かつて告げられた「漂流民は合衆国市民として公使の保護下に置かれる」という規定と異なり、傷害罪の前科があることを理由に無下に断られる。これはかねて金蔵が、英会話の腕前を見込んでいた源次を出国させないようひそかに手を回し、庄屋を斬った前科のある源次の身柄を、ひそかにアメリカ公使館へ売っていたためだった。金蔵は彼を幕府・薩長の双方へ納入する銃の輸入交渉のための通訳者として使った。源次は観念し、金蔵一味によるほかの仕事も再開した。金蔵はイネを囲い、源次とお甲が惚れ合っているという嘘を吹き込んでイネの嫉妬を煽り、その勢いで女郎の仕事を再開させる。派遣場所は横浜の商館で、金蔵の商談の輸入元だった。金蔵のたくらみを知ったお甲は横浜へ急ぎ、イネを逃がそうとするが、ふたりとも商人に見つかり、そのまま、ともに仕事をする。そのうち誤解が解け、お甲は源次をイネのもとに返すことを約束する。
金蔵は、自身の野望である西洋料理店出店の便宜を図るため、さらに北町奉行所に源次の情報を売った。ある夜に源次は奉行所に逮捕される。まだ通訳が必要な金蔵の差し金によって、密航や窃盗の罪は不問に付され、源次は2か月入牢ののち、百叩きの刑を受けて出所した。源次入牢の間、金蔵の保身に基づく奉行所側との取引のために、泥棒仲間・孫七が殺害されていた。源次はイネともども金蔵の私欲のためだけに利用されていたことを悟った。
一方その頃、東両国の長屋に住む元旗本の浪人・古川 条理は、かつての同僚・鵜飼と中沢から、幕僚・原 市之進の暗殺を依頼される。原は古川の仲人であり、かつて古川が遊女・吉野との心中未遂騒動を起こし、妻・縫と別居することになったのちも、古川を気にかけ、幕府への誘いや、夫婦の復縁に腐心する恩人だったため、古川は一旦依頼を固辞するが、鵜飼と中沢に遊女屋へ連れられ、生活のため遊女として働く縫の姿を無理やり見せられて、さらに吉野と偶然再会するにおよび、命を捨てることを決意し、桜の咲いた頃、原のいる京都へ行く。
原の居宅に着いた古川は、原のもとで働くことを了承したふりをして、原を刺殺し、その場を立ち去る。その帰途、京都の街中では、どこからか舞い落ちてきた大量の神札をきっかけに、民衆が「ええじゃないか」と叫びながら集団で踊り狂う騒動が多発していた。
船頭として働いていたイトマンは、金蔵の西洋料理店の客だった薩摩藩士・伊集院 主馬を、帰り船に乗せる。伊集院は琉球でイトマンの家族を虐殺した仇敵であり、イトマンが江戸に残った目的はかたき討ちの機会をうかがうためだった。人けのない川中へ船を進めたイトマンは伊集院を牛刀で殺害し、その血を壺に入れて持ち帰り、帆布の塗料に使った。江戸に舞い戻った古川はその仕事ぶりをながめ、それぞれが自分の使命を果たしたことを暗に認め合い、笑顔を見せ合う。古川はすでに原殺しの足がついており、やがて吉野とともに捕り手に囲まれ、お互いの身を脇差で刺し、川に飛び込んで絶命する。
夏頃。「ええじゃないか」の騒ぎは、江戸にも波及した。東両国の連中は、ニセの神札を密造して屋根の上からばらまくことで、騒ぎを日に日に大きくしていく。これは金蔵のあずかり知らぬことだった。人々はめいめい、色とりどりの衣装で着飾ったり、顔を白く塗ったり、異性装をしたり、裸になったりしながら、来る日も来る日も踊り狂っていた。
ある日、ついに群衆の波が両国橋を越え、将軍の直轄地である西両国へ到達しようとしていた。幕府陸軍は両国橋を封鎖し、威嚇射撃を行うが、群衆はそれでも構わずに突き進むばかりか、女連中が軍隊に尻を向け、放尿してみせるなど、挑発的な行動をとるばかりだった。金蔵は、この騒ぎがやがて自身が利権を持つ陸軍演習用地の買収反対運動に波及することを恐れ、われを忘れて群衆を沈静化させようとひとりで走り回るうち、群衆の先頭へ出てしまう。「ここで踊ったってええじゃないか」と叫び、先頭で音頭を取っていたのは源次・イネ夫妻ら、自身の子飼いであるはずの東両国の連中だった。しびれを切らせた金蔵が背中の入れ墨を見せ、「どうしてもやりたきゃ、俺を殺してやれ」とすごむと、群衆の熱狂はしぼみ、誰もが元の道を引き返し始める。金蔵も安心し、帰途につく。そこへ射撃命令が下り、源次、そして金蔵が背中から撃たれる。金蔵は即死、源次は「撃たれたってええじゃないか」「死んだってええじゃないか」とつぶやきながら絶命し、イネは泣き叫ぶ。
騒ぎが収まった日暮れ、イトマンはひそかに仕立てた丸木舟を両国橋のそばに浮かべ、伊集院の血を塗り込めた帆を立て、琉球へ帰った。イトマンを送り出したイネは、源次の血が染みた地面を見やり、そこへ泣きながら頬を寄せ、爪を立ててかきむしった。

## 登場人物

### 下層の人々
源次
イネの夫。上州出身の元農民。アメリカ名は「ガブリエル」。生活苦のために地元の商人・上州屋雇いの生糸の運搬人として船に乗り組んだ際に難船したことをきっかけに、アメリカで6年間生活したのち帰国。このため故郷の村では差別を受けたすえ、居場所を失って江戸・東両国のイネの長屋に住み着く。英語が堪能であったために金蔵の手先として、幕府へ納入する武器輸入の交渉役となる。アメリカでは奴隷制度廃止運動を目撃しており、両国で暮らすうち、「この国の女や百姓はいつまで奴隷なんだ」と怒りを爆発させる。「ええじゃないか」の際、騒ぎの扇動役となり、幕府軍に撃たれて絶命。
イネ
源次の妻。郷里の村で源次の帰りを待ったが、女郎として売られたのち、「小紫太夫」を名乗り、東両国で「それ吹け小屋」の太夫となる。一時帰郷した際に家族を皆殺しにされ、江戸に戻る。不景気になり、小屋が上演できなくなると、金蔵の利権獲得の先棒をかつがされ、横浜で外国人商人向けの遊女となる。金蔵のもとを離れたのち、お甲や綾若とともに「世直しかんかん踊り」という新しい芸（かんかんのうとフレンチカンカンの合成）を考案し、独自の小屋を立ち上げる。
イトマン
琉球出身の漁民。無口な性格。漂流のかどで源次と同じ牢に入れられるが、本当の目的は自身の家族を皆殺しにした薩摩藩士・伊集院を倒すために江戸に向かうことだった。かたき討ち成功後、ひそかに丸太を買い入れて作っていた丸木舟で江戸を発った。
古川 条理
もとは旗本だったが、遊女・吉野と心中未遂をする騒ぎを起こしたことをきっかけに、公職を離れて浪人となった。川で亀やドジョウを捕獲し、それを売って生計を立てているほか、金蔵一味の依頼で、上州屋の用心棒となったり、窃盗団に参加したりした。「武士が世の中を取っても世の中はよくならん」として、幕府や薩長の動きを冷めた目で見ていた。下層の人々に優しく、卯之吉に財布をスられた源次を助け、仲よくなる。かつての同僚から自身の恩人・原市之進の暗殺を命じられ、遂行するが、報酬を受け取らず、そのまま吉野と心中する。
お甲
金蔵配下の千住の女郎屋「角屋」の遣り手。イネの横浜行きに同行する。金蔵のもとを離れたのち、イネや綾若とともに「世直しかんかん踊り」の舞台に立つ。
お松
「角屋」で働く女郎。もとは桝屋が見初め、金蔵の金で身請けすることが決まっていたが、源次・イネ夫妻と同郷で、見かねた源次が先に身請け金を支払い、郷里に返す。その後、親にふたたび売られて江戸に戻る。お甲とともに金蔵のもとを離れたとみられ、ニセの神札づくりにも参加するものの、ラストシーンには登場しない。
綾若
東両国の長屋に住む女相撲の力士。浪人となった古川をかくまい、日常の面倒を見ている。イネやお甲とともに「世直しかんかん踊り」の舞台に立つ。古川を失い、悲嘆に暮れたまま「ええじゃないか」に参加する。
吉野
もとは遊郭「桜井」の女郎だったが、激務のすえに目を病み、瞽女となった。もともと古川と惚れ合っており、再会ののちにともに心中する。
三次
金蔵配下のチンピラのひとり。無宿人を幕府軍の新兵にスカウトする仕事を生業にしていた。源次不在の間、イネを手篭めにする。
孫七
金蔵配下のチンピラのひとり。上方出身。窃盗団を率いていた。金蔵がこの露見を恐れたため、三次に暗殺された。
ゴン
金蔵配下のチンピラのひとり。身売りされた娘を女郎屋などに送り届けることを生業としながら、窃盗団に参加。「ええじゃないか」の際に幕府軍に撃たれて絶命。
ヤモメの六
東両国の長屋の住人。服装から元は職人だったと見られるが、仕事がなく、ひとり息子とともに磁石を付けた縄を地面に引きずり、釘などの金物を集めて売って生計を立てている。西両国のチンピラとトラブルになって橋の欄干に縛られたイネを救出する。
辰五郎
名前のみ登場する人物。西両国一帯を仕切っていたヤクザ者。中盤の小出と金蔵の会話シーンで、金蔵が西両国の縄張りの跡目を継ぐ話が出るため、逮捕または殺害されたことが示唆されている。
ヤミクモ太夫
辰五郎配下の芸人で、西両国でイネ同様の「それ吹け小屋」を始めた女。このためイネと喧嘩になり、数日後に金蔵配下の者に殺害される。

### 商人たち
桝屋 富衛門
江戸を牛耳る政商。金蔵および薩摩藩の後援者。月野木と伊集院に武器購入代50万両の提供を約束する。
金蔵
新興の武器商人で、幕府軍への新兵の斡旋や銃の納入のかたわら、薩摩藩とも商売をしていた。もとは東両国一帯を取り仕切るヤクザ者で、「親方」と恐れられ、遊女や芸人からみかじめ料を徴収したり、配下のチンピラに窃盗をさせたりして私腹を肥やしていた。イネを囲い、寝所をともにするが、性的に不能であり、思いを遂げることができなかった。「ええじゃないか」の際に幕府軍に撃たれて絶命。

### 幕府とその周辺の人々
原 市之進
幕僚。古川を気にかけ、幕府で働けるように手配するが、その古川に殺害される。演じた河野洋平は、当時現職の衆議院議員。
小出 大和守
北町奉行。金蔵から賄賂を受け取る代わりに、興行権や店舗新設などの便宜を図った。
鵜飼 作之丞、中沢 一作
旗本。禄高が下がったことで、原を「君側の奸」とみなし、古川に原の暗殺を依頼する。
縫
古川の妻。事件を起こした古川が去ったあとも離縁せず、古川の自宅を守るが、生活苦のため、身分を隠して遊女となっている。一度原に連れられて古川の長屋をたずねるが、綾若のあわてぶりから、ふたりの仲を見破る。
卯之吉
両国界隈でスリ稼業をするかたわら、幕府軍の演習に参加している男。江戸に来たばかりの源次の財布をスッたが、演習中に見つかり、財布を奪い返される。やがて本隊員となり、「ええじゃないか」の鎮圧のため、源次や金蔵を射殺。
伝助、又吉、仙吉
岡っ引き。かつての密航者である源次を常に尾行している。

### 薩摩藩士
月野木 伴次郎
桝屋や金蔵と親しく、藩への武器納入の窓口となった。
伊集院 主馬
月野木とともに武器納入を担当したが、金蔵が幕府にも通じているとひそかに疑う。かつて琉球での民間人虐殺に加担していた。桝屋からの出資を取り付け、西郷隆盛への報告へ向かう際、かたきと狙うイトマンに殺害された。

### 上州の人々
虎松
イネの父で、源次の舅。源次が渡米している間に、生活に困ってイネをお甲に売る。その後、帰郷した源次にイネ探しを依頼する。夫妻の帰郷後、上州屋での世直し一揆の手打ちのため、自殺に見せかけて殺害される。
千松
イネの兄。上州屋での世直し一揆の手打ちのため、身柄を代官所に売られ、捕り手に斬られて絶命。
庄屋
源次の村の庄屋。上州屋での世直し一揆の手打ちのため、千松の身柄を代官所に売り、さらに源次の追放を図って、逆上した源次に切りつけられる。
上州屋
上州の豪商。江戸の金蔵一味によって仕組まれた世直し一揆の対象となり、当の金蔵一味に護衛を依頼する。結局は店の建物を壊され、商品を奪われる。

## キャスト
- イネ：桃井かおり
- 源次：泉谷しげる
- イトマン：草刈正雄
- お松：田中裕子
- 吉野：池波志乃
- 金蔵：露口茂
- 鵜飼作之丞：小沢昭一
- 月野木伴次郎：倉田保昭
- 孫七：火野正平
- 原市之進：河野洋平
- ヤモメの六：犬塚弘
- お甲：倍賞美津子
- 小出大和守：高松英郎
- 三次：樋浦勉
- ゴン：丹古母鬼馬二
- 千松：矢吹二朗
- 中沢一作：河原崎長一郎
- 伝助：深水三章
- 伊集院主馬：寺田農
- 卯之吉：野口雅弘
- 庄屋：浜田寅彦
- 上州屋：殿山泰司
- ヤミクモ太夫：白川和子
- 綾若：かわいのどか
- 古川縫：生田悦子
- およし：亜湖
- 又吉：小林稔侍
- 北町奉行所与力：江角英
- クジラ：村田雄浩
- カルワザ：河西健司
- 仙吉：片岡功
- 組頭：上田忠好
- ところ天屋のおやじ：青木富夫
- 鉄砲奉行：尾形伸之介
- ヤモメの六の子供：小林遠野
- 神奈川奉行所通詞：大林丈史
- 北町奉行所役人：戸塚孝、大村一郎
- 代官所役人：大島光幸
- 連絡係の丁稚：西村和夫
- 薩摩藩武士：吉中六
- 北町奉行所同心：関川慎二、石川慎二
- ナマズ：海老名淳
- カラクリ：土田幸輔
- クモ：日野利彦
- イタチ：杉田広
- トメ：荒井良衛
- 甚兵衛：田中一
- 行司：太田千恵
- 狂乱踊り：笠松真智子
- 無宿：伊藤敏孝
- 小屋番：大村千吉
- 募集係：藤川一歩
- 若い衆：柴田義之
- 羽前屋番頭：松山武由
- 材木屋：西田昭一
- 手代：川道信介
- スネーケル：ジョン・スティッカン
- カピタン：ウィリアム・タピア
- アメリカ領事：ジャック・デイビス
- フランス士官：ディック・ネビアス
- 象使い：ジョーガ・シン
- 桝屋富衛門：三木のり平
- 虎松：伴淳三郎
- 古川条理：緒形拳

## スタッフ
- 監督：今村昌平
- 原作：今村昌平
- 脚本：今村昌平、宮本研
- 製作：小沢昭一、友田二郎、杉崎重美
- 製作補：武重邦夫、中条宏行
- 監督助手：南部英夫、山下稔、森安建雄、月野木隆、ロバート・トランチン
- 助監督：南部英夫
- 撮影：姫田真佐久（J.S.C.）、鈴木耕一、丸池納、原一男、清水悟
- 特殊撮影：唐沢登喜麿
- 水中撮影：中村征夫
- 照明：岩木保夫、木村定広、藤野慎一、三浦勇次郎、大塚豪彦
- 録音：吉田庄太郎、菊池正嗣、井上宗一、清水和法
- 効果：佐々木英世
- 時代考証：林美一
- 題字：賀茂牛道人
- タイトル：鈴木日出夫
- 美術：佐谷晃能、木村晃廣、稲垣尚夫
- 大道具責任者：秋山幸雄
- 大道具製作：多摩美術センター
- 編集：浦岡敬一、大橋富代、高橋秀道
- ネガ編集：南とめ
- 音楽：池辺晋一郎
- 演奏：東京コンサーツ
- 群舞指導：関矢幸雄
- 刺青：霞涼二
- 邦楽指導：橘つや社中
- 方言指導：久保田民江
- 踊り協力：倉田保昭とザ・カンフー、アリアドーネの會・背火、劇団1980
- 協力：キグレサーカス、横浜放送映画専門学院、埼玉県、埼玉県三郷市、山形県米沢市、新潟県重要文化財渡辺邸

## 製作
今村は同作の脚本を1970年代より構想していたが、松竹から製作が承認されなかった。また、ミュージカル映画として撮影する構想があったらしく、今村は「日本独特のミュージカルを作りたいね。両国の見世物小屋を舞台に魑魅魍魎が跋扈するダイナミックな奴だ。劇団四季のような外国から借りてきた、うそ臭いヤツじゃなくてね」と意気込みを語っていたという。
前作『復讐するは我にあり』のヒットを受け、制作費5億円（公称）をかけ、東京都・埼玉県の境にまたがる水元公園に巨大なオープンセットを組むなど、超大作として製作されたが、製作国の日本では興行成績が振るわなかった。その反面、フランスでは人気となり、高い評価を受けた。ただし今村はのちのインタビューで、本作を最も撮り直したい作品に挙げており、その理由を「脚本は悪くなかったが、（主役のイネ役について）桃井かおりではなく太地喜和子を起用すればよかった」としている。
チンピラ・孫七を演じた火野正平の著書『若くなるには、時間がかかる』（講談社、2016年）によると、前作『復讐するは我にあり』への火野の出演は、監督・今村による本作のメインキャスト選びのためのカメラテスト的な要素があったという。また火野は、本作の台本を読み、「この役（源次）は自分にピッタリで、自身が間違いなく主演を務める」と思っていたという。
源次役の泉谷しげるは本作のイメージソング「ええじゃないか」をシングルリリースした（泉谷しげるwith SHOT GUN名義、アサイラム K-1501Y）。作中には用いられなかったが、エンドロールでクレジットされている。
水元公園のオープンセットは、そのまま残す計画があったが、取り壊された。

## 映像ソフト
| 発売日         | レーベル | 規格 | 規格品番 | 備考         |
| -------------- | -------- | ---- | -------- | ------------ |
|                | 松竹     | VHS  | SB-0534  |              |
|                | 松竹     | VHS  | SB-0768  | レンタル専用 |
| 2011年12月21日 | 松竹     | DVD  | DA-5285  |              |

## 受賞
- 第5回日本アカデミー賞本作品と「北斎漫画」で田中裕子が最優秀助演女優賞受賞